# Тихтенген
Тихтенге́н (карач.-балк. Тынчайгъан, груз. ტიხტენგენი) — горный массив в центральной части Большого Кавказа. Расположен на Главном Кавказском хребте, в верховьях реки Чегем, на границе Кабардино-Балкарии и Грузии.
Высота достигает 4611 м. Массив сложен кристаллическими сланцами, гнейсами и гранитами. На Тихтенгене расположены истоки многих крупных ледников (Цанери и др.). Общая площадь оледенения составляет около 46,8 км².
Главная вершина массива Тихтенген впервые была покорёна в 1935 году инструкторами-альпинистами Поповым Н. М. и Гутманом Л. А., которые совершили восхождение по западному гребню. В 1936 году на северную вершину совершила восхождение команда альпинистов под руководством Б. П. Симагина, вслед за ними в 1938 году по восточному гребню поднялась группа Ленинградского индустриального института.